# Шмырки
Шмырки (укр. Шмирки) — село в Волочисском районе Хмельницкой области Украины.

## География
Село находится в западной части Хмельницкой области. Ближайшие сёла — Великие Жеребки и Великие Зозулинцы. Село Шмырки занимает площадь 2,12 км².

## Население
Численность населения села по переписи 2001 года составляла 472 человека.

## Местный совет
Село Шмырки — административный центр Шмырковского сельского совета.
Адрес местного совета: 31231, Хмельницкая обл., Волочисский р-н, с. Шмырки.

## Галерея
- Дом культуры
- Школа
- Михайловская церковь
- Памятник воинам-односельчанам, погибшим в Великой Отечественной войне 1941-45 гг.